# Željezov(II) sulfat
Željezov(II) sulfat heptahidrat (FeSO4 x 7 H2O, zelena galica) topljiv je u vodi, a na zraku nestabilan.
Bezvodni željezov(II) sulfat (FeSO4) iz vodene otopine kristalizira kao željezov(II) sulfat heptahidrat (FeSO4 x 7 H2O).

## Osobine
Najvažnija je i najdulje poznata tehnološka željezova(II) sol.

Zelena galica je heksakva kiselina, što znači da je željezov(II)sulfat monohidrat. U zelenoj galici kristaličnoj svaki ion željeza okružen je sa 6 molekula vode koje se nalaze na vrhovima oktaedra i tako tvore kompleksni ion {Fe(H2O)6}2+. Ta sedma molekula vode je kristalizacijska voda smještena blizu sulfatnog aniona; po tome je zelena galica ovakve formule: [Fe(H2O)6]SO4 x H2O. Po analogiji je isto i za modru galicu.
Ta je tvar vrlo često industrijski otpad i uzrokuje ekološke probleme. Otpada u znatnim količinama kao sporedni proizvod pri cementaciji bakra, pri dobivanju kositra, pri proizvodnji krom-alauna i titanijevog bjelila.
U tehnici se dobiva oksidacijom pirita na vlažnom zraku, a iskristalizira se u obliku svijetlozelenih monoklinih prizama.

## Upotreba
Služi za dobivanje drugih spojeva željeza, također za proizvodnju tinte i boja, za tamanjenje štetnika (insekticid) i korova, u bojadisarstvu i kožarstvu, kao flokulans u čišćenju vode, za dezinfekciju i dezodorizaciju, za konzerviranje drveta, u veterinarskoj medicini kao adstringens itd.